# دوغ درو
دوغ درو (بالإنجليزية: Doug Drew)‏ هو لاعب كرة قدم كندية أمريكي، ولد في 27 يوليو 1920 في بوبيلز في الولايات المتحدة، وتوفي بنفس المكان في 3 مايو 2005.

## وصلات خارجية
- دوغ درو على موقع JustSportsStats.com (الإنجليزية)